# Battaglia di Argenta
La Battaglia di Argenta fu un conflitto militare interno alla cosiddetta guerra di Ferrara o guerra del sale scoppiata tra Venezia e il Ducato di Ferrara nel 1482. Ebbe luogo nell'omonima località, situata nel Ferrarese nell'attuale regione italiana dell'Emilia-Romagna.

## Antefatto

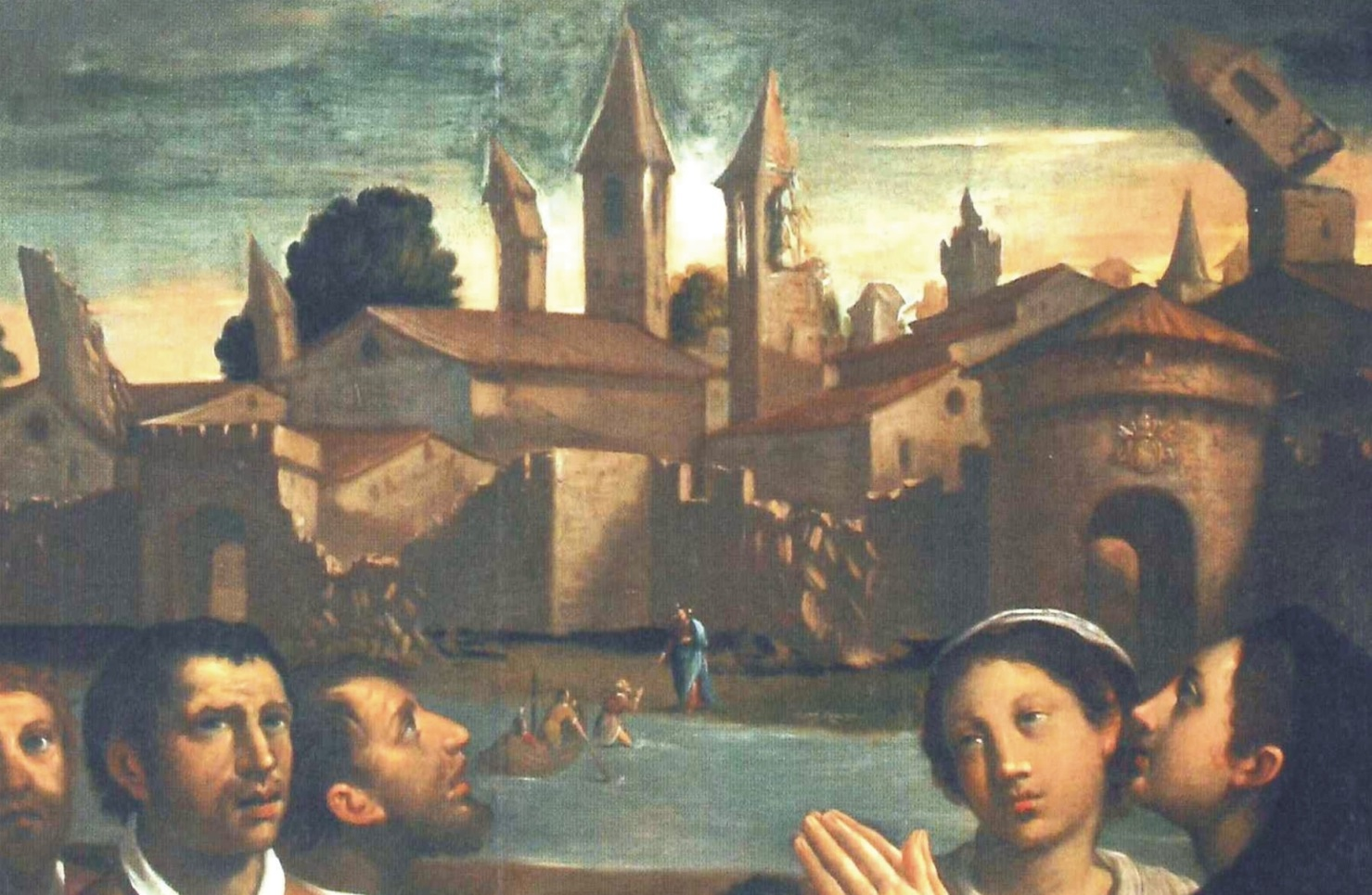
Argenta (in un quadro della prima metà del '600)

Verso la fine di ottobre del 1482 il Governo veneziano, aveva richiamato le galee dell'Adriatico all'interno del Po con l'obbiettivo di cingere d'assedio Ferrara con l'arrivo dell'inverno.
Il Capitano Vettor Soranzo partì dunque dall'Istria con venti galee da guerra, fuste e altre imbarcazioni, con le quali, nel giro di pochi giorni, alla fine di ottobre, entrò in Po. Qui fece sbarcare 200 cavalieri stradioti e le ciurme delle venti galee, i quali misero a ferro e fuoco un villaggio senza difese nei pressi del fiume. Di li a poco arrivarono due squadre di cavalieri e 200 fanti Ferraresi che furono respinti senza difficoltà dai veneziani, molti di loro furono uccisi o catturati, i loro capi furono decapitati dagli stradioti e le loro teste furono consegnate all'ammiraglio veneziano.
L'armata veneziana proseguì via terra fino alle zone limitrofe ad Argenta saccheggiando e uccidendo tutti coloro che gli si facevano contro.
Le truppe ferraresi, prese dal panico, abbandonarono un bastione ligneo sul fiume costruito nei pressi del castello della fossa di Ziniul. I Veneziani occuparono il bastione e portarono le loro artiglierie al suo interno. Appena i Ferraresi seppero della presa del bastione prepararono Ferrara all'assedio, sbarazzandosi della popolazione inadatta al combattimento, e gettarono bocche da fuoco e archibugi con il bronzo ricavato da 150 campane. Inoltre disselciarono le strade per fare palle di cannone e mandarono alcuni condottieri nel castello di Argenta, situato sul Po a 12 miglia da Ferrara. Nel frattempo si verificarono scaramucce tra stradioti e cavalieri ferraresi, e questi ultimi furono puntualmente respinti.
In quei giorni giunse all'accampamento veneziano il provveditore Giacomo di Mezzo con 300 cavalli da Ravenna.

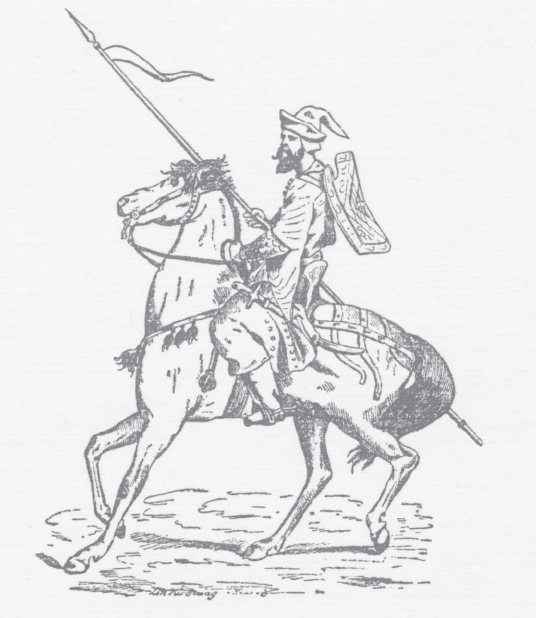
Stradioto

## Battaglia
Sigismondo D'Este fratello del duca di Ferrara, avendo ottenuto ulteriori rinforzi di cavalleria, si mosse da Argenta con mille cavalieri e mille fanti per riprendere il bastione di Ziniul, presso la località San Biagio presso la riva del fiume. All'ora sesta (circa mezzodi) si scontrò con il contingente veneziano, capitanato da Andrea dal Borgo, li accampato, che resistette al primo attacco, ma che poi fu costretto a mandare un messaggero al capitano dell'armata per avere rinforzi. Il fronte veneziano retrocedette all'interno di un bosco dove, mentre infuriava la battaglia, sopraggiunsero da tutti i lati gli stradioti di rinforzo guidati dall'Ammiraglio Antonio di Stefani e centoventi galioti che corsero in mezzo alle linee nemiche scompigliandole. I Ferraresi, ormai frammentati e isolati, furono presi dal panico e ruppero le righe, intanto sopraggiunsero i cavalieri da Ravenna che decretarono la vittoria veneziana.
Furono feriti, catturati e uccisi un grande numero di uomini, e tra i prigionieri vi furono molti comandanti ferraresi: Niccolò da Correggio, Il Conte Ugo da Sanseverino, il Principe di Salerno, Giovanni Chierego, e altri capitani e comandanti di fanterie. Riuscirono a scampare alla cattura e a rifugiarsi ad Argenta sia Sigismondo D'Este, sfuggito ad uno stradioto che cercava di catturarlo grazie al suo veloce cavallo, che il Condottiero milanese Giovan Pietro del Bergamino, fuggito su di una barchetta.
I prigionieri furono portati dal Capitano Soranzo e incarcerati. La notizia giunse a Venezia il 9 novembre e fu resa pubblica ai rettori il giorno successivo. Successivamente i prigionieri più illustri furono portati a Venezia come trofei, con una parata trionfale la domenica in piazza San Marco, e poi imprigionati definitivamente a Palazzo Ducale.

## Conseguenze
I veneziani, forse spinti dall'entusiasmo della vittoria conseguita ad Argenta, ottennero subito dopo altre piccole vittorie. Una ad opera di Nadal da Mosto capitano di alcune barche, che prese e incendiò un altro bastione ligneo lungo un altro ramo del Po e una guidata da Alvise Marzelo (Marcello), capitano delle barche a custodia di Comacchio, che prese 8 burchiele di ferraresi che mandò con gli equipaggi in catene a Comacchio.
Nel Frattempo Sigismondo, sconfitto, si recò a Ferrara dal duca suo fratello, che nel frattempo era stato malato. Il duca decise di mostrarsi in pubblico per rianimare i Ferraresi. Nonostante ciò, Sigismondo e altri cittadini illustri di Ferrara pensarono bene di far portare il loro valori fuori della città (a Bologna, a Modena, a Reggio), gli Ebrei ferraresi portarono i propri danari nel castello, pensando che li sarebbero stati al sicuro, e gli altri cittadini li portarono presso i monasteri. La paura che Ferrara potesse cadere in mano veneziana e che potesse essere posta a saccheggio era molto diffusa tra i cittadini. La città infatti si trovava sguarnita, e se le galee veneziane avessero risalito il Po fino a Ferrara quasi sicuramente la città sarebbe caduta. Tuttavia le forze veneziane tardarono a farsi vedere e i Ferraresi ripresero vigore. Decisero così di mandare degli uomini a fortificare Argenta con bastioni e trincee, e come scrisse Marin Sanudo: "fu fata inexpugnabile".
I Veneziani, fatti arrivare altri stradioti dalla Grecia e dei ponti galleggianti dall'Arsenale (con i quali attraversare il Po), giunsero nel 22 novembre a poche miglia da Ferrara e con azioni di scorrerie si spinsero fino a sotto le mura della città senza però mai riuscire a prenderla.